# 3rd The King’s Own Hussars

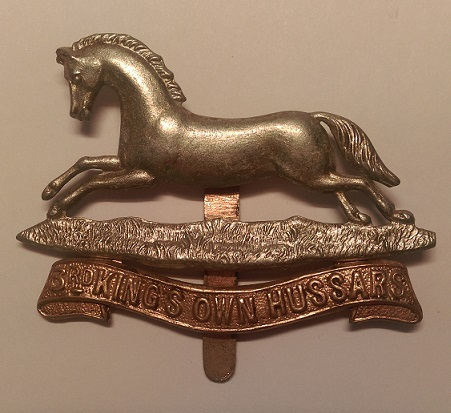
Mützenabzeichen der 3rd Hussars

Die 3rd The King’s Own Hussars waren ein Kavallerieregiment der britischen Armee, das von 1685 bis 1958 bestand.

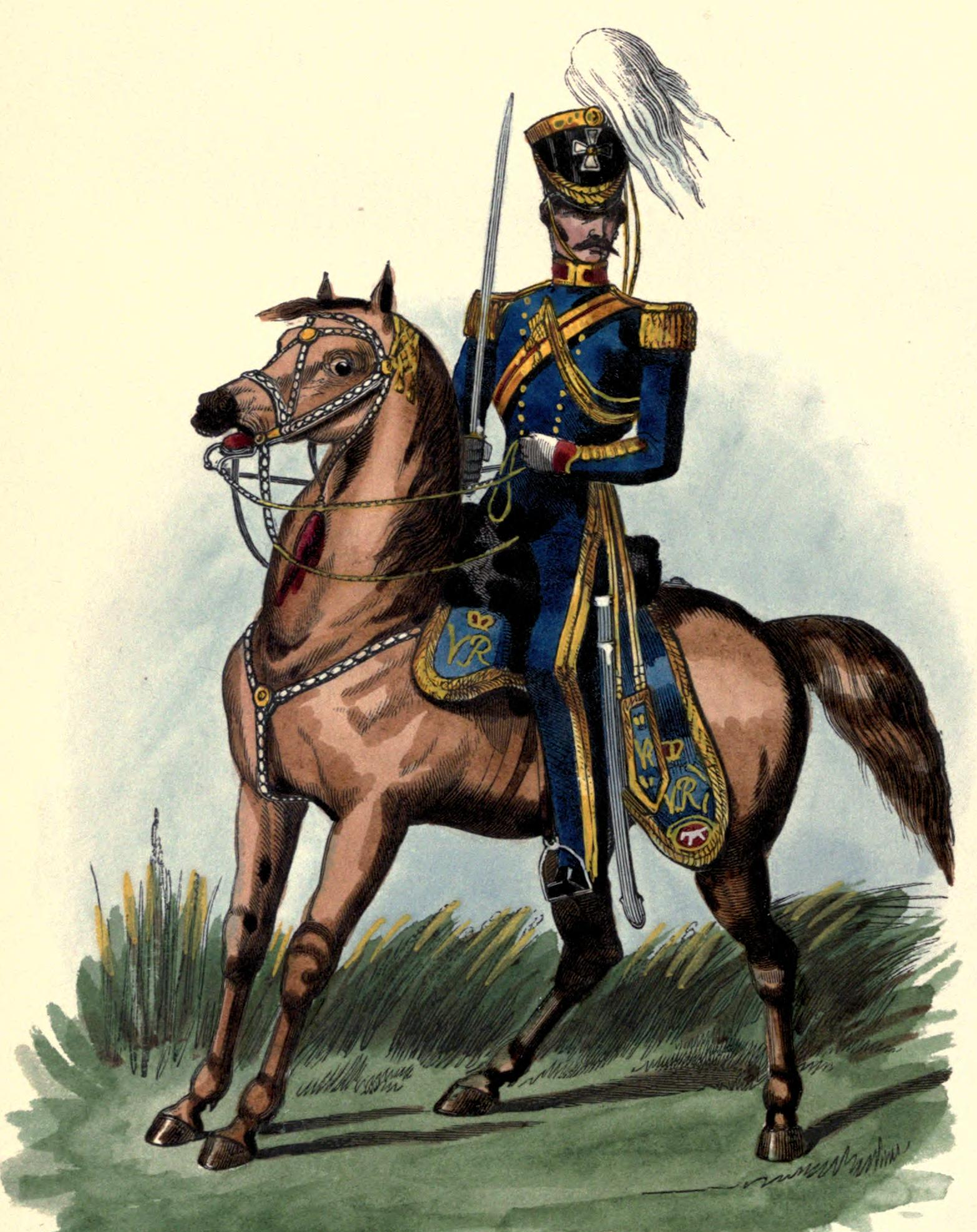
Uniform der 3rd Light Dragoons, 1847

## Geschichte
Das Regiment wurde am 2. August 1685 in London aus sechs unabhängigen Dragoner-Troops gebildet. Davon waren vier Troops im Frühling 1685 anlässlich der Monmouth Rebellion in Berkshire, Hertfordshire, Middlesex und Essex aufgestellt worden. Ein fünfter Troop wurde im Juli 1685 aus dem Milizregiment von Somerset rekrutiert und ein sechster bei Regimentsgründung neu aufgestellt. Colonel des Regiments wurde Brigadier-General Charles Seymour, 6. Duke of Somerset. Dieser hatte als Lord Lieutenant von Somerset bei der Niederschlagung der Monmouth Rebellion das Milizregiment von Somerset kommandiert. Das Regiment wurde bis 1751 nach seinem jeweiligen Colonel benannt und hieß entsprechend zunächst Duke of Somerset’s Regiment of Dragoons, ab 1687 Cannon’s Regiment of Dragoons, ab 1688 Leveson’s Regiment of Dragoons, etc. Nach seinem protokollarischen Rang wurde das Regiment nach dem Royal Regiment of Dragoons und dem Royal Regiment of Scots Dragoons als 3rd Regiment of Dragoons nummeriert. Daneben erhielt das Regiment zu Ehren der Queen Consort Maria von Modena den Alternativnamen The Queen Consort’s Own Regiment of Dragoons. 1714 wurde nach dem neuen König Georg I. zu The King’s Regiment of Dragoons umbenannt. Dieser gewährte dem Regiment in Anerkennung seiner Leistungen bei der Niederschlagung des Jakobitenaufstands von 1715 das Privileg das Sachsenross aus dessen Familienwappen als Mützenabzeichen zu führen.
Als am 1. Juli 1751 eine einheitliche Nummerierung der Regimenter der British Army eingeführt wurde, erhielt das Regiment den Namen 3rd (King’s Own) Regiment of Dragoons. 1818 wurde die Rolle des Regiments zu Leichter Kavallerie geändert und das Regiment zu 3rd (The King’s Own) Regiment of (Light) Dragoons umbenannt. Am 17. August 1861 wurde die Rolle zu Husaren geändert und das Regiment zu 3rd (The King’s Own) Hussars umbenannt. Am 1. Januar 1921 wurde die offizielle Schreibweise des Regimentsnamens zu 3rd The King’s Own Hussars geändert.

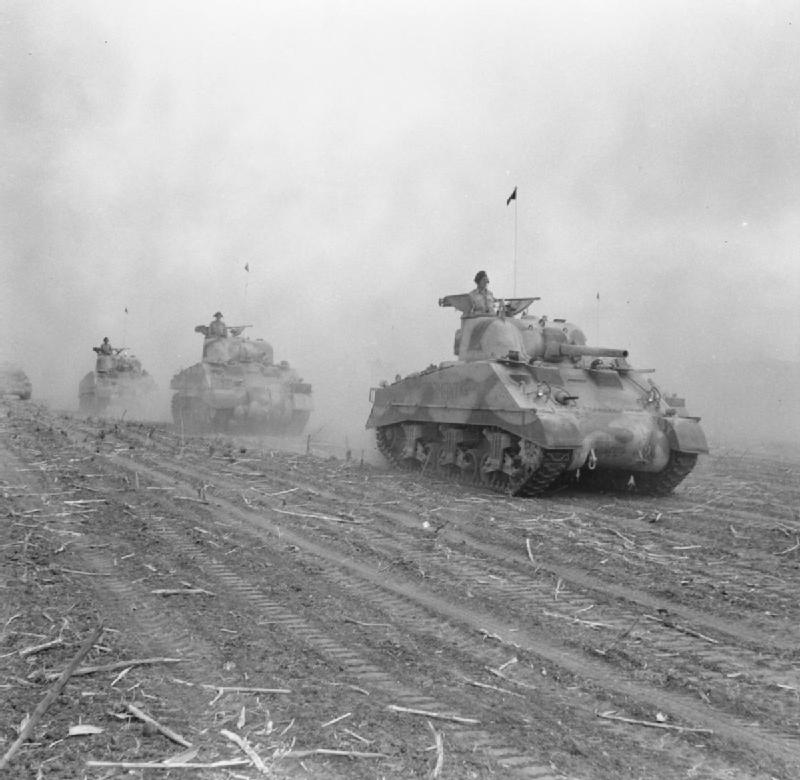
Sherman-Panzer der 3rd Hussars in Chadera, 1943

Ab 1935 wurde das Regiment mechanisiert, das heißt mit gepanzerten Fahrzeugen ausgestattet, und wurde im April 1939 Teil des Royal Armoured Corps.
Am 3. November 1958 wurde das Regiment mit den 7th Queen’s Own Hussars zu den Queen’s Own Hussars verschmolzen. Diese wurden am 2. September 1993 mit den Queen’s Royal Irish Hussars zum Regiment der Queen’s Royal Hussars (The Queen’s Own and Royal Irish) verschmolzen. Die Queen’s Royal Hussars führen die Tradition der 3rd Hussars bis heute weiter.

## Colonels
Colonel-in-Chief des Regiments war:
- 1953–1958: Princess Margaret, Countess of Snowdon

Colonel of the Regiment waren:
- 1685–1687: Brigadier-General Charles Seymour, 6. Duke of Somerset
- 1687–1688: Colonel Alexander Cannon
- 1688–1694: Major-General Richard Leveson
- 1694–1695: Colonel Thomas Fairfax, 5. Lord Fairfax
- 1695–1703: Major-General William Lloyd
- 1703–1732: Lieutenant-General George Carpenter, 1. Baron Carpenter
- 1732–1743: General Sir Philip Honywood
- 1743–1752: Lieutenant-General Humphrey Bland
- 1752–1755: Field Marshal James O’Hara, 2. Baron Tyrawley
- 1755–1772: Lieutenant-General George Keppel, 3. Earl of Albemarle
- 1772–1797: General Charles Fitzroy, 1. Baron Southampton
- 1797–1799: General Francis Lascelles
- 1799–1807: General Charles Grey, 1. Earl Grey
- 1807–1821: General William Cartwright
- 1821–1829: Field Marshal Stapleton Cotton, 1. Viscount Combermere
- 1829–1839: Lieutenant-General Lord George Beresford
- 1839–1855: General Lord Charles Manners
- 1855–1866: General Peter Augustus Latour
- 1866–1872: General Henry Aitchison Hankey
- 1872–1884: General Sir George Henry Lockwood
- 1884–1891: Lieutenant-General Sir Frederick Fitzwygram, 4. Baronet
- 1891: Lieutenant-General Edward Burgoyne Cuerton
- 1891–1909: Lieutenant-General Edward Howard-Vyse
- 1909–1912: Major-General Richard Blundell-Hollinshed-Blundell
- 1912–1924: Field Marshal Julian Byng, 1. Viscount Byng of Vimy
- 1924–1926: Major-General Alfred Kennedy
- 1926–1946: Brigadier-General Philip James Vandeleur Kelly
- 1946–1955: Brigadier George Edward Younghusband
- 1955–1958: Colonel Sir Douglas Scott, 2. Baronet

## Battle Honours
Dem Regiment wurden folgende Battle Honours verliehen (englische Originalbezeichnungen):
- Vor 1914: Dettingen, Salamanca, Vittoria, Toulouse, Peninsula, Cabool 1842, Moodkee, Ferozeshah, Sobraon, Chillianwallah, Goojerat, Punjaub, South Africa 1902
- Erster Weltkrieg: Mons, Le Cateau, Retreat from Mons, Marne 1914, Aisne 1914, Messines 1914, Armentières 1914, Ypres 1914 ’15, Gheluvelt, St. Julien, Bellewaarde, Arras 1917, Scarpe 1917, Cambrai 1917 ’18, Somme 1918, St. Quentin, Lys, Hazebrouck, Amiens, Bapaume 1918, Hindenburg Line, Canal du Nord, Selle, Sambre, France and Flanders 1914–18
- Zweiter Weltkrieg: Sidi Barrani, Buq Buq, Beda Fomm, Sidi Suleiman, El Alamein, North Africa 1940–42, Citta della Pieve, Citta di Castello, Italy 1944, Crete